# Джонс-Форквар, Марион
Марион Джонс Форквар (англ. Marion Jones Farquhar; 2 ноября 1879, Голд Хилл, Невада — 14 марта 1965, Лос-Анджелес) — американская теннисистка, четырёхкратная чемпионка открытого чемпионата США и двукратный бронзовый призёр летних Олимпийских игр 1900.
Джонс была включена в Международный зал теннисной славы в 2006 году.

## Турниры Большого шлема
Марион Джонс четыре раза побеждала на Открытом чемпионате США — два раза в одиночном и два раза в парном турнирах.
Также, в 1900 году Джонс стала первой американкой, сыгравшей на Уимблдонском турнире, и она сразу же дошла до четвертьфинала. 

### Уимблдонский турнир
- Одиночный разряд — четвертьфинал (1900)

### Открытый чемпионат США
- Одиночный разряд — победа (1899, 1902); финал (1898, 1903)
- Парный разряд — победа (1902); финал (1901, 1903)
- Смешанный разряд — победа (1901)

## Летние Олимпийские игры 1900
На Играх 1900 в Париже Джонс соревновалась в двух турнирах — одиночном и смешанном парном. В первом состязании она дошла до полуфинала, выиграв бронзовую медаль. Во втором, в паре с британцем Лоуренсом Дохерти, она снова выиграла бронзовую награду, став уже двукратным призёром.
Вместе с Марион на Играх соревновалась её младшая сестра Джорджина.